# Ракуси
Ракуси (слч. Rakúsy) насељено је мјесто са административним статусом сеоске општине (слч. obec) у округу Кежмарок, у Прешовском крају, Словачка Република.

## Становништво
| Година:    | 1994. | 2004.    | 2014.    | 2024.    |
| ---------- | ----- | -------- | -------- | -------- |
| Број људи: | 1477  | 2151     | 3038     | 3512     |
| Разлика:   |       | +45,63 % | +41,23 % | +15,60 % |

| Година:    | 2023. | 2024.   |
| ---------- | ----- | ------- |
| Број људи: | 3415  | 3512    |
| Разлика:   |       | +2,84 % |

Према подацима о броју становника из 2011. године насеље је имало 2.819 становника.